# Aristida stocksii
Aristida stocksii là một loài thực vật có hoa trong họ Hòa thảo. Loài này được (Hook.f.) Domin mô tả khoa học đầu tiên năm 1915.